# Clathromangelia loiselieri
Clathromangelia loiselieri é uma espécie de gastrópode do gênero Clathromangelia, pertencente à família Raphitomidae.